# 拉瓦勒圣罗芒
拉瓦勒圣罗芒（法語：Laval-Saint-Roman，法語發音：[laval sɛ̃ ʁɔmɑ̃]）是法国加尔省的一个市镇，属于尼姆区。

## 地理
拉瓦勒圣罗芒（44°17'55"N, 4°30'18"E）面积10.5 平方千米，位于法国奧克西塔尼大區加尔省，该省份为法国南部沿海省份，南端濒地中海，北起顺时针与阿尔代什省、沃克吕兹省、罗讷河口省、埃罗省、阿韦龙省和洛泽尔省接壤。
与拉瓦勒圣罗芒接壤的市镇（或旧市镇、城区）包括：艾盖兹、勒加恩、伊西拉克、圣克里斯托尔-德罗迪耶尔。

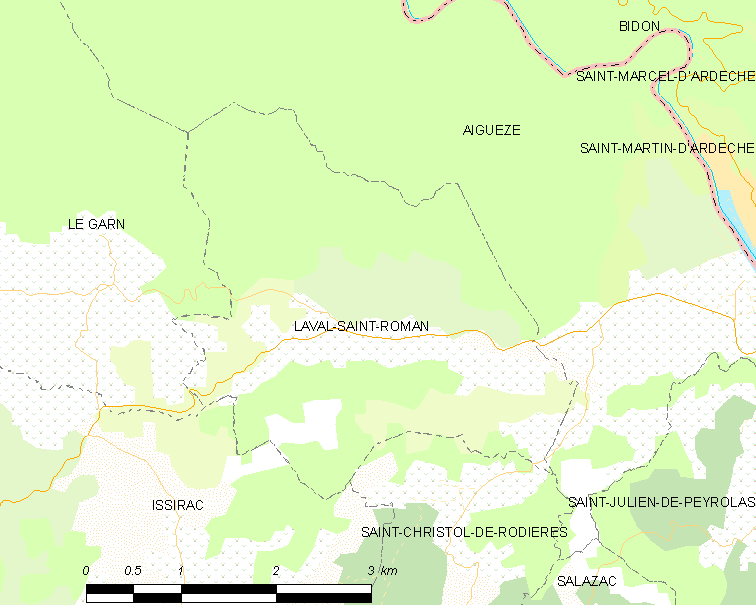
拉瓦勒圣罗芒的OSM定位图

拉瓦勒圣罗芒的时区为UTC+01:00、UTC+02:00（夏令时）。

## 行政
拉瓦勒圣罗芒的邮政编码为30760，INSEE市镇编码为30143。

## 政治
拉瓦勒圣罗芒所属的省级选区为蓬圣埃斯普里县。

## 人口

1962-2008年间拉瓦勒圣罗芒人口变化图示

拉瓦勒圣罗芒于2022年1月1日时的人口数量为213人。